# Bimota YB5
La YB5 est un modèle de motocyclette du constructeur italien Bimota.
La YB5 est présentée lors du salon de Cologne de 1986. Elle est l'œuvre de Federico Martini.
Elle est équipée du moteur Yamaha équipant la 1200 FJ. C'est un quatre cylindres en ligne quatre temps de 1 188 cm3. Il développe 130 chevaux à 9 000 tr/min pour un couple de 11 mkg à 7 500 tr/min. Il est alimenté par quatre carburateurs de 36 mm de diamètre.
Le cadre est un double berceau au chrome-molybdène.
La fourche télescopique Marzocchi de 42 mm de diamètre est réglable en détente et compression et adopte un système anti-plongée. Le monoamortisseur arrière est lui aussi réglable en détente et compression.
Le freinage est confié à Brembo avec l'adoption de trois disques de 280 mm. Ils sont respectivement pincés par des étriers double et simple pistons.
Comme la SB5, la YB5 offre une place pour un éventuel passager, sous le capot de selle.
La YB5 n'a été produite qu'à 208 exemplaires et n'était disponible qu'avec une robe blanche et rouge, rehaussée d'une bande verte. 